# 比亚迪秦Pro

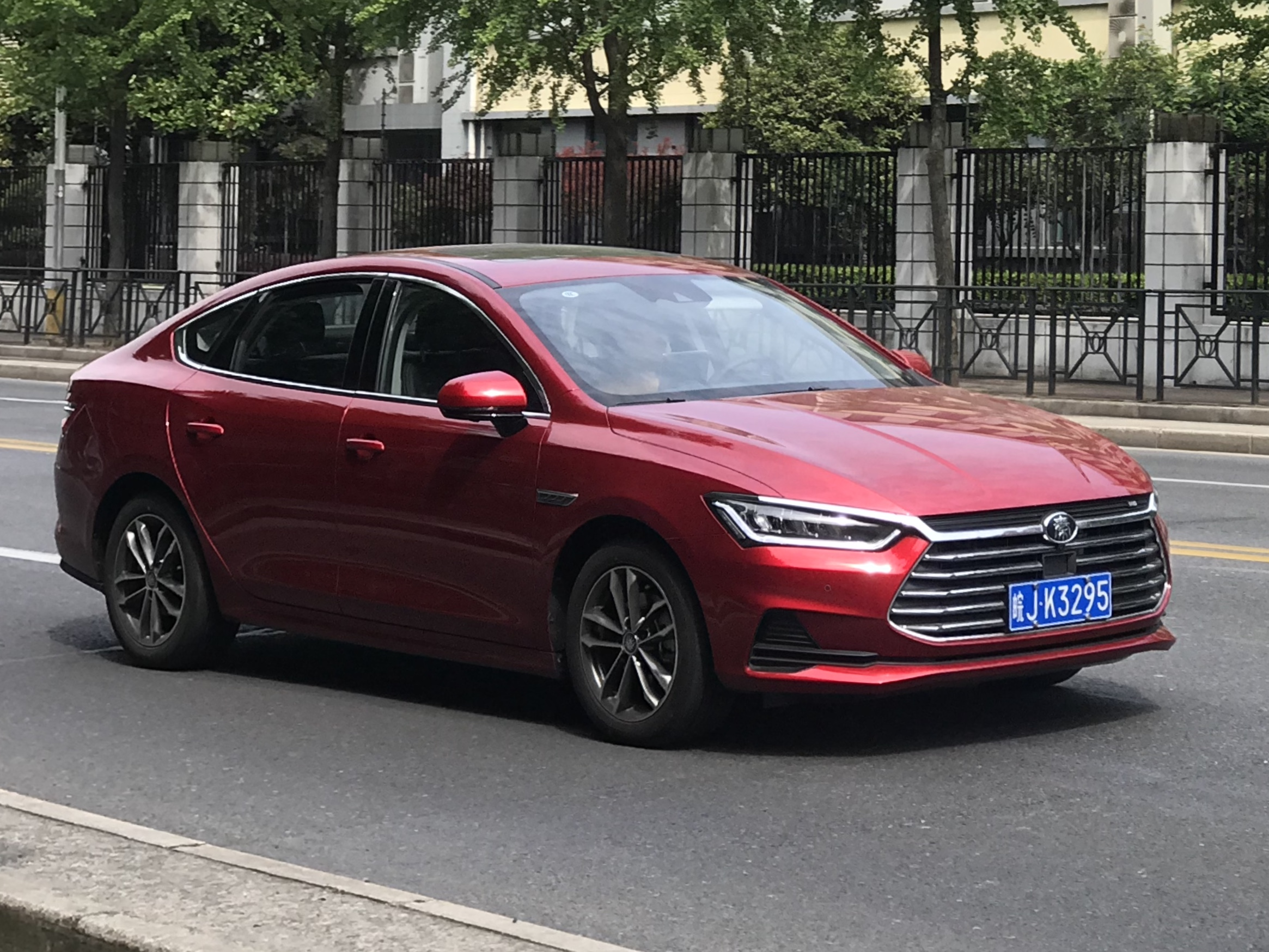

比亞迪秦Pro是一款由中國汽車製造商比亞迪在2018年開始生產的一款燃油車，由德国造型师沃尔夫冈·埃格（Wolfgang Egger）设计，官方公布的新車指導價為7.98-11.58萬元。秦Pro於2020年正式停產，其繼承車型為比亞迪秦PLUS。